# Mărtănuș
Mărtănuș (węg. Kézdimartonos) – wieś w Rumunii, w okręgu Covasna, w gminie Brețcu. W 2011 roku liczyła 770 mieszkańców.